# Termovalorizzatore di Brescia
Il Termoutilizzatore di Brescia (o termovalorizzatore o inceneritore) è un impianto di smaltimento di rifiuti solidi urbani (R.S.U)  sorge nella zona sud di Brescia, in prossimità di altri impianti produttivi di A2A. L’impianto è in grado di trattare oltre 500.000 tonnellate di rifiuti annui.

## Caratteristiche dell'impianto
Il termovalorizzatore sfrutta il principio degli inceneritori ricavando dalla combustione dei rifiuti energia elettrica e acqua calda sanitaria.
L'impianto di Brescia è capace di trattare più di 500.000 tonnellate di rifiuti, su tre linee di incenerimento indipendenti, da cui si ricava calore sufficiente a riscaldare oltre 30.000 abitazioni allacciate alla rete di teleriscaldamento. L’energia elettrica prodotta dall’impianto, fino a 85 MW, può far fronte al consumo energetico annuo di circa 130.000 famiglie. Nel 2018 ha prodotto 200 GWh di energia elettrica e 340 GWh di energia termica.
Nel 2016 le quantità di rifiuti conferite al TU di Brescia sono state pari a 725.131 tonnellate.
L'inceneritore di Brescia è stato coinvolto in due violazioni di direttive europee, delle quali una a livello nazionale riguardante il CIP 6, sfociate anche in una condanna da parte dell'Unione Europea.
A proposito di questa violazione l'Ingegner Cerani Massimo ha tenuto un discorso in Piazza della Vittoria (Brescia) nel 2012 disponibile su Youtube per la testata giornalistica BRESCIAVERA.it in cui condannava le violazioni che avrebbero portato, in un futuro, a un Danno ambientale che si sarebbe riversato sui bresciani.
Nell’impianto sono state adottate le tecnologie più avanzate, al fine di garantire il minore impatto ambientale relativamente alle emissioni in atmosfera, al rumore, agli scarichi liquidi, ai residui solidi. Il trattamento dei fumi rispetta le più restrittive normative nazionali ed europee, garantendo ottimali livelli di abbattimento inquinanti. Le emissioni sono monitorate 24 ore su 24 da sistemi estremamente sofisticati. I dati sono visualizzati, oltre che sui siti web di A2A Ambiente e A2A, anche sul display posto all’esterno dell’impianto e ai Totem cittadini.

## Storia dell'impianto
Il Termovalorizzatore di Brescia è entrato in funzione nel 1998 da un notevole investimento di A2A S.p.A. - A2A Ambiente S.p.A. e Comune di Brescia.
Nel 2021, con un investimento di circa 100 milioni di euro, sono iniziati i lavori di ampliamento dell’inceneritore. Secondo i dati trasmessi dal Comune l’impianto sarà dotato di nuove linee produttive necessarie ad un maggiore riutilizzo degli scarti dovuti alla combustione.

## Certificazione e riconoscimenti
- ISO 9001 (Qualità)
- ISO 14001 e EMAS (Ambiente)
- OHSAS 18001 (Sicurezza)

- ISO 50001 (Energy Management)

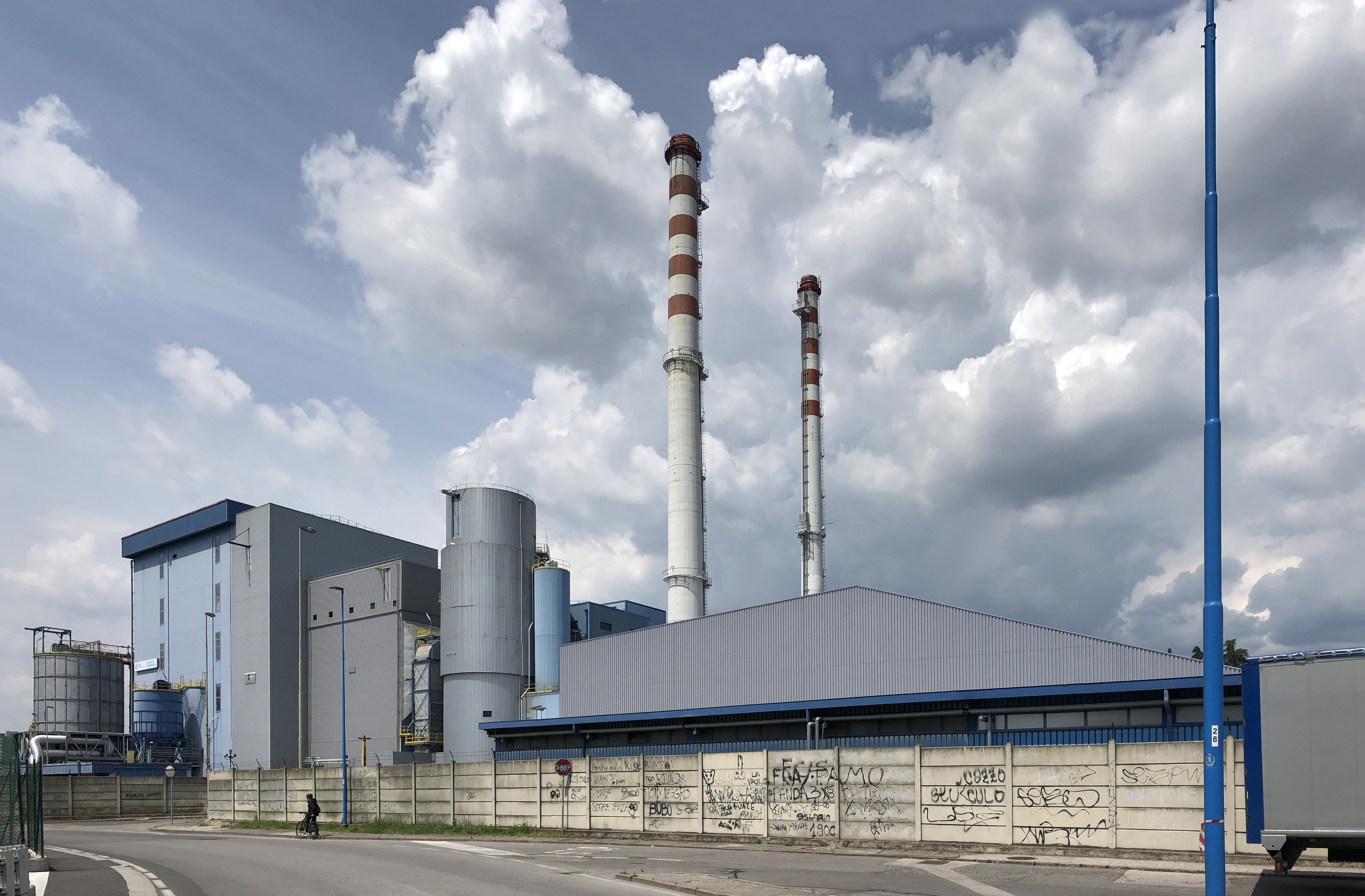
Impianto di teleriscaldamento, vicino al termovalorizzatore. (2018)

Nel 2006 ha ricevuto il prestigioso riconoscimento “Industry Award” del Wtert della Columbia University di New York, che l’ha eletto il “miglior impianto del mondo”.

## Quantitativi di rifiuti trattati[4]
| Rifiuto             | Rifiuti Speciali non Pericolosi | Rifiuti Speciali non Pericolosi | Rifiuti Speciali non Pericolosi | Rifiuti Urbani | Rifiuti Urbani | Rifiuti Urbani | Rifiuti da Trattamento RU | Rifiuti da Trattamento RU | Rifiuti da Trattamento RU |
| Anno di Riferimento | 2019                            | 2020                            | 2021                            | 2019           | 2020           | 2021           | 2019                      | 2020                      | 2021                      |
| ------------------- | ------------------------------- | ------------------------------- | ------------------------------- | -------------- | -------------- | -------------- | ------------------------- | ------------------------- | ------------------------- |
| Quantitativo (t)    | 222.771                         | 229.228                         | 154.127                         | 218.482        | 216.884        | 231.619        | 294.153                   | 304.371                   | 348.549                   |
| Percentuale (%)     | 30.3%                           | 30.5%                           | 21%                             | 29.7%          | 29.9%          | 31.5%          | 40%                       | 40.6%                     | 47.5%                     |